# NGC 5914
NGC 5914 este o galaxie spirală situată în constelația Boarul. A fost descoperită în 16 mai 1882 de către Édouard Stephan⁠(d). Se află la o distanță de 80,46 de megaparseci de Pământ.